# Distaplia lucillae
Distaplia lucillae är en sjöpungsart som beskrevs av Mastrototaro och Enrico Adelelmo Brunetti 2006. Distaplia lucillae ingår i släktet Distaplia och familjen Holozoidae. Inga underarter finns listade i Catalogue of Life.